# Zhenjiang (stacja kolejowa)
Zhenjiang (chiń. 镇江站; pinyin Zhènjiāng Zhàn) - stacja kolejowa w Zhenjiang, w prowincji Jiangsu, w Chinach. Znajdują się tu 3 perony.